# Ichneumon fuliginator
Ichneumon fuliginator là một loài tò vò trong họ Ichneumonidae.